# Ann Sydney
Ann Sydney (Poole, 27 de março de 1944) é uma modelo e rainha da beleza da Inglaterra que venceu o Miss Mundo 1964.
Ela foi a segunda britânica a vencer este concurso, tendo sido antecedida por Rosemarie Frankland em 1961. 

## Biografia
Filha de Gladys e George, Ann nasceu e cresceu na cidade de Poole, Dorset. Em 2015, ao recordar os 50 anos de sua vitória no Miss Mundo, ela disse que sua infância em Poole havia sido de dias felizes, brincando na praia com seu irmão George e alimentando os patos.
Estudou na Martin Road School e na Kemp-Welch, escola que ela deixou aos 15 anos de idade para ser cabeleireira. "Eu queria praticar skate, mas meus pais não podiam pagar as aulas, então eu disse a eles que faria um curso de cabeleireira por três anos e depois faria o que eu quisesse da minha vida. Eu teria sido uma boa cabeleireira, pois tinha bastante criatividade, mas o que eu queria era ser modelo e ir para Londres", revelou em 2014 ao Bournemouth Echo. Ela também disse que após ir para Londres em 1964 para ser modelo, tinha dificuldade para encontrar trabalho. "Eu não era a típica modelo magra", disse. De volta para casa, decidiu participar de concursos de beleza e venceu o primeiro na primavera de 1964, em Bournemouth. "Vi que uma pessoa podia ganhar dinheiro com isto", revelou em 2011 ao Telegraph, tendo então ido para Blackpool, onde venceu o Miss Reino Unido, o que lhe deu a chance de participar do Miss Mundo meses depois
Por muitos anos ela viveu em Las Vegas e foi casada com o produtor de teatro e cinema Duncan Weldon entre 2005 e janeiro de 2019, quando ele faleceu.

## Miss Mundo
Depois de vencer o Miss Reino Unido, Ann participou do Miss Mundo 1964 em Londres, concurso que ela venceu no dia 12 de novembro ao derrotar outras 41 concorrentes.

### Reinado
No dia 19 de novembro, ao voltar para Poole, Ann foi recebida com honras dedicadas à realeza.
Ela também foi levada para conhecer a Casa Dior em Paris e poucas semanas depois de vencer, viajou para Hollywood para se encontrar com Bob Hope, o apresentador do concurso, para ensaiar um show a ser apresentado às tropas militares que estavam engajadas na Guerra do Vietnã no Natal daquele ano.

## Vida após os concursos
Após entregar sua coroa, ela teve um affair com o apresentador Bruce Forsyth, que segundo o jornal Daily Mail, usava disfarces para visitar Ann, pois era casado, além de ser 15 anos mais velho que ela. Em 2015 ela falou sobre o assunto: "Disseram que eu tinha fugido do hotel durante o concurso para me encontrar com ele, mas não é verdade. Tudo aconteceu um anos depois, pois eu não teria colocado a coroa de Miss Mundo em risco". Meses antes, em 2014, ao ser dispensada de participar do Miss Mundo em Londres, o Daily Mail escreveu que Ann afirmou que a dispensa havia acontecido por causa do relacionamento que ela teve com Bruce no passado. "A organização do Miss Mundo me convidou para sentar na plateia, mas isto seria humilhante. Achei que o concurso seria uma boa ocasião para relembrar os 50 anos do meu título, mas ouvi rumores de que Bruce se sentiria constrangido com minha presença", disse Ann ao jornal.
Em 2011, ao Telegraph, ela disse: "como Miss Mundo fiz cinco voltas ao redor do mundo, viajando na primeira classe com 15 malas cheias de roupa, mas no fim de um ano eu era apenas a ex-Miss Mundo. Então decidi ser atriz e fui trabalhar num teatro em Manchester, onde ganhava 12 libras por semana. E esta foi a melhor decisão que tomei, porque isto me trouxe fortemente de volta à terra".
Ann participou de alguns filmes: Os Vingadores (1961), Treasure of the Amazon (1985), Sebastian (1968) e James Bond: You Only Live Twice.
Por muitos anos ela viveu em Las Vegas, onde se casou cinco vezes. Também foi casada com o produtor de teatro e cinema Duncan Weldon entre 2005 e janeiro de 2019, quando ele faleceu. 
Em seu perfil no Twitter, Ann se descreve como ex-Miss Mundo, atriz e cantora.

## Curiosidade
Bruce Forsyth, com quem ela teve um relacionamento logo após entregar sua coroa, depois se casou com a Miss Mundo 1975, a porto-riquenha Wilnelia Merced. 